# 美國歷史區

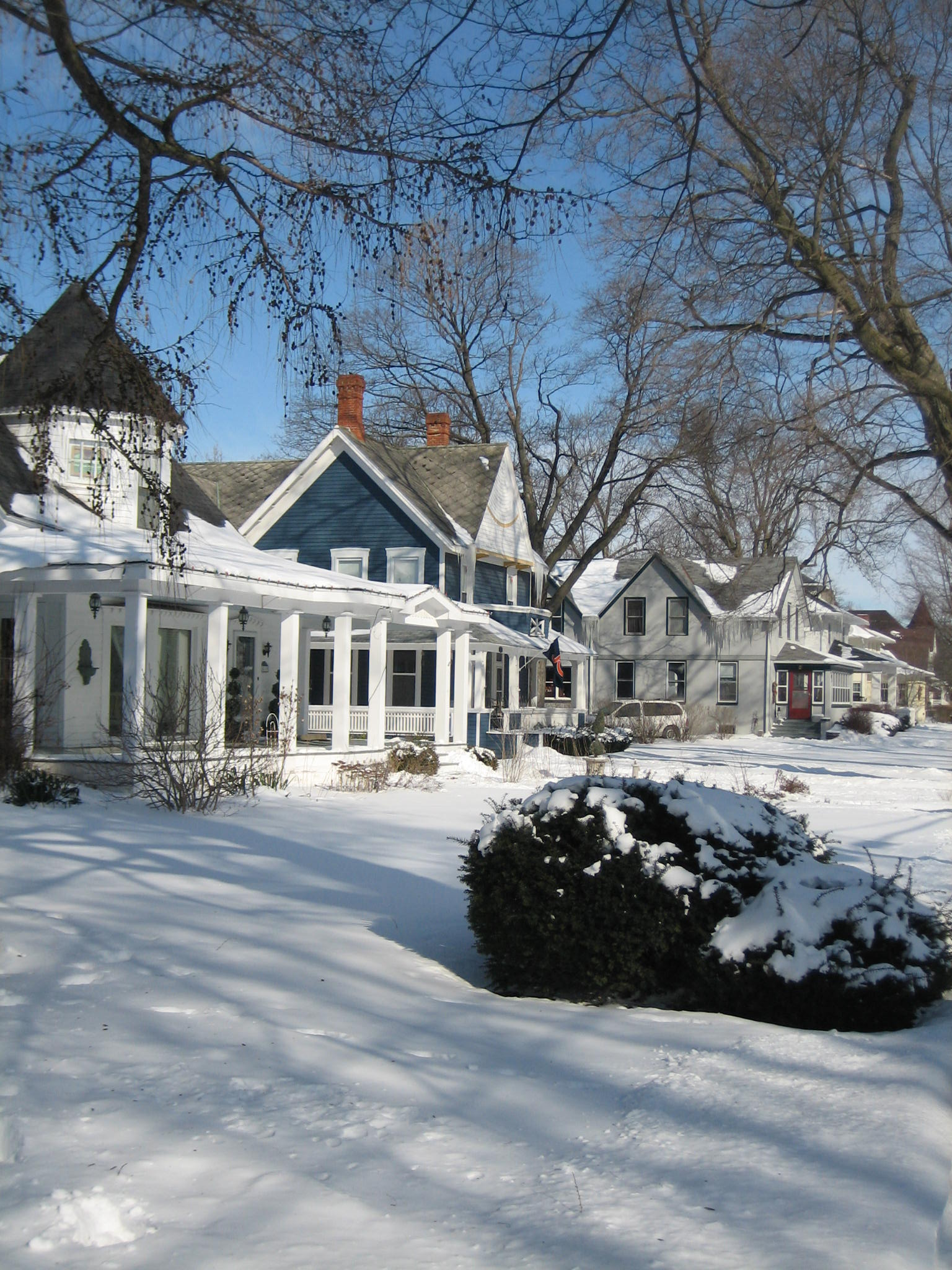
位於伊利諾伊州、由聯邦指定的西克莫歷史區

美國的歷史區（英語：Historic district）是具有歷史或建築意義上重要性的、由一片建築和其他地產組成的區域。歷史區按指定單位的不同而分為不同的等級，其大小也不盡相同。而歷史區內的建築本身也可按是否能體現出這片區域的歷史性分為無贡献財產（Non-contributing property）和有贡献財產（Contributing property）。
美國的歷史區由美國內政部指定、美國國家公園管理局保護。聯邦級的歷史區會列入國家史跡名錄，但即使登录在冊，歷史區業主還是有權對其作任何改動，不受法規限制。州級歷史區偶爾會有限制政策，而地方級歷史區則有最嚴密的法律保護措施，由縣或地方政府來管理。

## 歷史
第一個美國歷史區于1931年建立於南卡羅來納州的查尔斯顿，不過並非正式的歷史區，實際上直到30多年之後聯邦政府才有正式指定其為歷史區的法規。 查理斯頓當地政府按當地法規建立了一個“Old and Historic District”（古歷史區），並有一個小型委員會負責監管。新奧爾良在1937年因循將法國區也列為類似的、有委員會監管的保護區。
地方政府也曾為了保護歷史區而與其他組織發生衝突，例如在1978年的賓州中央運輸公司訴紐約市案中，最高法院宣佈當地政府的保護行為是可以接受的。 1966年美國聯邦政府創立了國家史跡名錄，美國歷史區也被包含在其中。